# Arrondissement de Ndorna
L'arrondissement de Ndorna est l'un des arrondissements du Sénégal. Il est situé dans le département de Médina Yoro Foulah et la région de Kolda, en Casamance, dans le sud du pays.
Il a été créé par un décret du 10 juillet 2008.
Il compte quatre communautés rurales :
- Communauté rurale de Bourouco
- Communauté rurale de Bignarabé
- Communauté rurale de Ndorna
- Communauté rurale de Koulinto

Son chef-lieu est Ndorna.